# DNS split-horizon
Nelle reti di computer, il DNS split-horizon (noto anche come DNS split-view, DNS split-brain o DNS split) è implementazione DNS strutturata per fornire set di informazioni DNS diversi in funzione del indirizzo di origine della richiesta DNS.
Questa funzione può fornire un meccanismo per la gestione della sicurezza e della privacy mediante la separazione (logica o fisica) delle informazioni DNS fornite all'interno alla rete (di un dominio amministrativo, ad esempio un'azienda) e quelle fornite ad una rete pubblica non sicura (ad esempio Internet).
L'implementazione del DNS split-horizon può essere realizzata tramite separazione basata su hardware o mediante soluzioni software. Le implementazioni basate su hardware, eseguono server DNS distinti per la granularità di accesso desiderata all'interno delle reti interessate. Le soluzioni software utilizzano più processi del server DNS sullo stesso hardware o un software server speciale con la capacità di discriminare l'accesso ai record di zona DNS. Quest'ultima è una caratteristica comune di molte implementazioni server del protocollo DNS ed è talvolta il significato implicito del termine DNS split-horizon, poiché tutte le altre forme di implementazione possono essere ottenute con qualsiasi software del server DNS.
Un caso d'uso comune per il DNS split-horizon si ha quando un server ha sia un indirizzo IP privato su una rete locale (non raggiungibile dalla maggior parte di Internet) sia un indirizzo pubblico, ovvero un indirizzo raggiungibile attraverso Internet in generale (magari attraverso tecniche di port forwarding). Utilizzando il DNS split-horizon lo stesso nome può portare all'indirizzo IP privato o a quello pubblico, a seconda che il client si trovi nella rete pubblica o in quella privata. Ciò consente ai client locali di accedere a un server direttamente, attraverso la rete locale, senza la necessità di passare attraverso un router. Il passaggio attraverso un minor numero di dispositivi di rete migliora la latenza della rete.